# Tegalgubug
Tegalgubug is een bestuurslaag in het regentschap Cirebon van de provincie West-Java, Indonesië. Tegalgubug telt 9780 inwoners (volkstelling 2010).